# 木更津駅

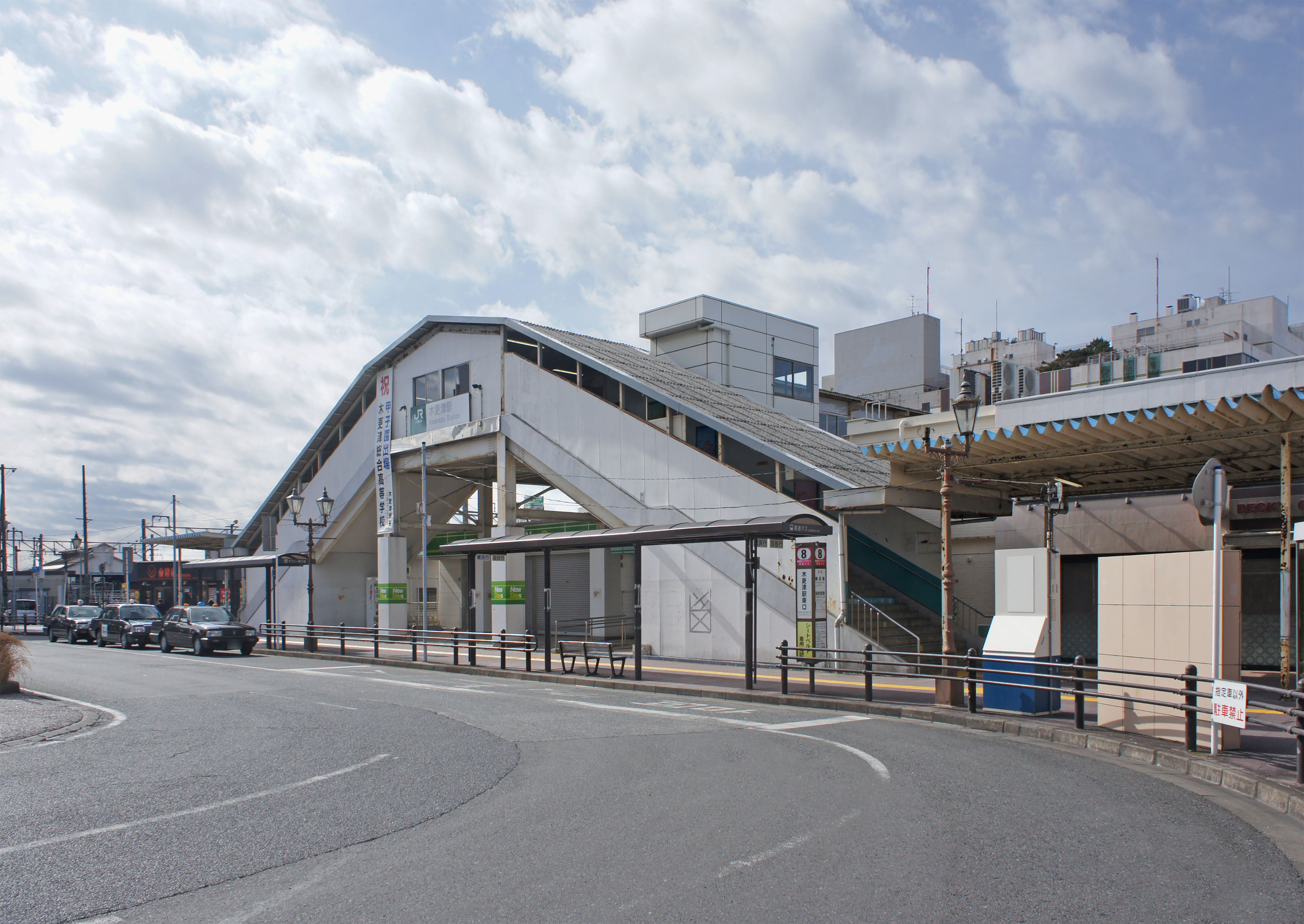
東口（2022年1月）

木更津駅（きさらづえき）は、千葉県木更津市富士見一丁目にある、東日本旅客鉄道（JR東日本）の駅である。内房線を所属線としており、当駅起点の久留里線を加えた2路線が乗り入れている。

## 歴史
- 1912年（大正元年）
  - 8月21日 : 鉄道院「木更津線」が姉ケ崎駅 - 当駅間で延伸され開設[1]。なお、1925年に安房鴨川駅まで開業し現在の内房線が全通する。
  - 12月28日 : 千葉県営鉄道（軽便鉄道）久留里線が当駅 - 久留里駅間で開通[3]。
- 1919年（大正8年）5月24日 : 木更津線が「北条線」に改称される[1]。
- 1923年（大正12年）9月1日 : 久留里線が国有化され、鉄道省（国鉄）久留里線となる[3]。
- 1929年（昭和4年）4月15日 : 北条線が「房総線」に編入される[1]。
- 1933年（昭和8年）4月1日 : 蘇我駅 - 当駅 - 安房鴨川駅間が「房総西線」として分離される[1]。
- 1950年（昭和25年）7月16日 - 8月20日：土・日曜日運転の臨時快速「汐風」を両国駅 - 館山駅間で運転開始。
- 1968年（昭和43年）7月11日 : 蘇我駅 - 当駅間が電化。中央・総武緩行線を延長する形で中野駅 - 当駅間の電車による快速列車が運行開始。
- 1969年（昭和44年）7月11日 : 当駅 - 千倉駅間の電化により「うち房」が電車化され、新宿駅・両国駅 - 館山駅・千倉駅間で運転開始。
- 1970年（昭和45年）
  - 3月18日 : 楢葉駅（現・袖ケ浦駅） - 当駅間が複線化。24日には君津駅まで複線化。
  - 7月18日：橋上駅舎化[4]。
- 1972年（昭和47年）7月15日：房総西線が「内房線」に改称される[5]。特急さざなみおよび総武快速線直通列車が運行開始。
- 1982年（昭和57年）11月15日：急行「内房」など房総地区の急行列車が全廃。
- 1987年（昭和62年）4月1日：国鉄分割民営化に伴い、東日本旅客鉄道（JR東日本）の駅となる[3][5]。
- 1995年（平成7年）2月4日：自動改札機の供用開始[6]。
- 2001年（平成13年）11月18日：内房線でICカード「Suica」の利用が可能となる[広報 1]。
- 2004年（平成16年）10月16日：発車メロディが「証城寺の狸囃子」に変更される[7]。
- 2018年（平成30年）8月31日：この日限りでびゅうプラザが営業を終了[8]。
- 2022年（令和4年）3月12日：木更津管理駅・君津管理駅・久留里管理駅・木更津運輸区と木更津地区センターの一部業務を統合した木更津統括センターが発足。木更津駅長は木更津統括センター所長（木更津地区駅長兼務）となる。

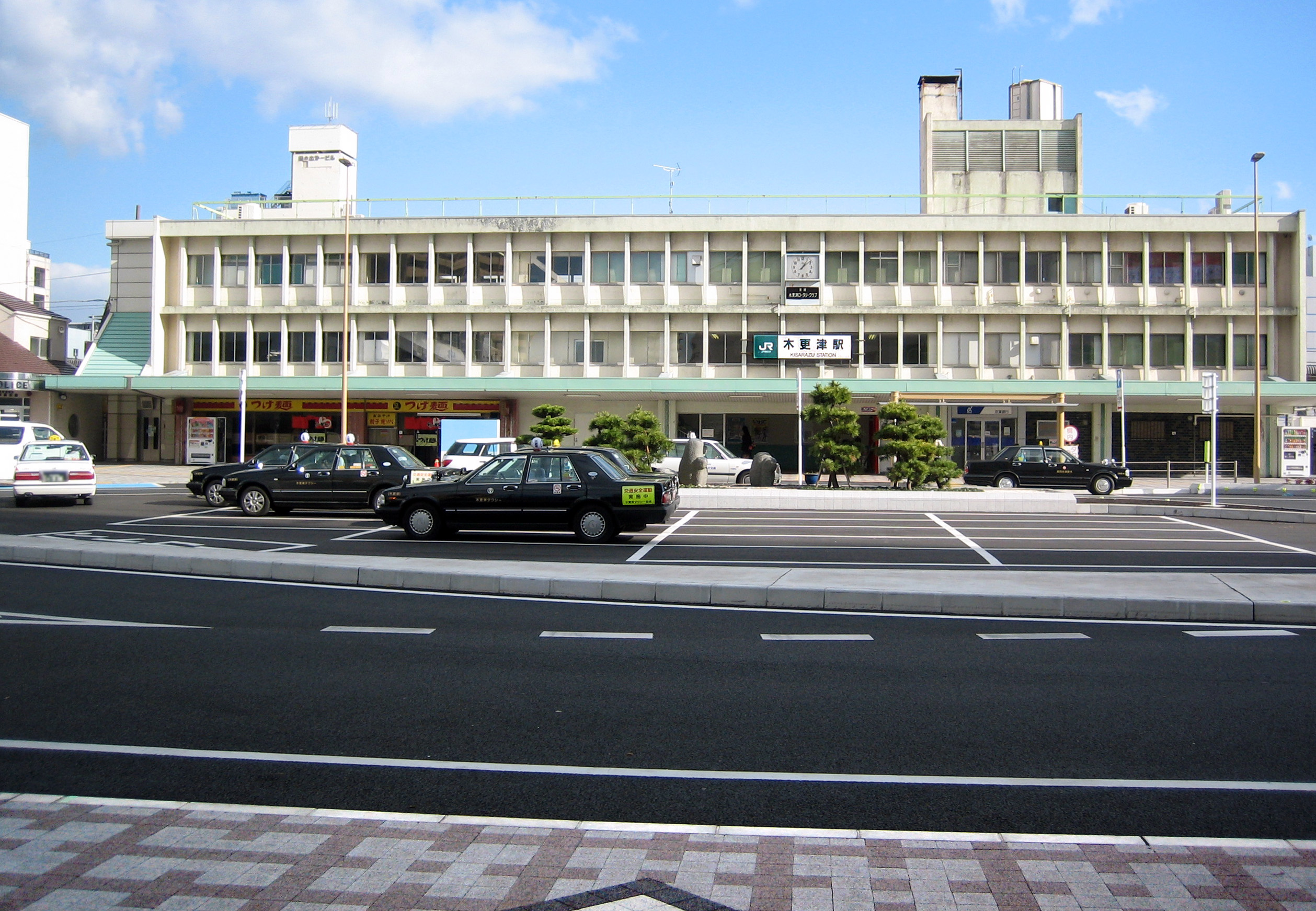
塗装前の西口駅舎（2013年12月）

## 駅構造
島式ホーム2面4線を有する地上駅である。君津寄りに引上線、2番線と3番線の間に待避線がある他、電車用留置線4本、気動車用留置線4本など多数の側線が敷かれ、幕張車両センター木更津派出、木更津統括センター乗務ユニットが置かれる。久留里線で運用されるキハE130系気動車の他、内房線で運用される電車も留置されている。君津駅 - 当駅間は内房線で最も駅間距離が長い。
のりばは1 - 3番線が内房線に、4番線が久留里線に割り当てられている。なお、4番線には架線が無いため電車の入線は不可能である。3番線は電車向けにホームのかさ上げが行われているため、4番線との間の一部箇所にステップが設けられている。
橋上駅舎を有し、東西に出口がある。東口・西口の地上と橋上駅舎をつなぐエレベーターが木更津市の出資により計2機設けられている。
西口には橋上駅舎とは別に3階建ての駅舎があるが、この駅舎は駅長事務室などが3階に入居している他は駅舎の機能が殆ど無く、ラーメン店・スイーツ販売店と橋上駅舎への階段があるのみである。
橋上駅舎とホームを連絡するエレベーターは2005年（平成17年）12月に3・4番線ホーム、続いて1・2番線ホームに設置された。また、2007年（平成19年）12月に3・4番線ホームから、2008年（平成20年）1月に1・2番線ホームとコンコースを連絡する上りエスカレーターが設置された。
2008年（平成20年）12月に各ホームに待合室が設置され、2009年（平成21年）3月には各ホーム、改札口に発車標が設置された。
木更津統括センター所在駅（直営駅）で、みどりの窓口・自動券売機・指定席券売機・自動改札機・自動精算機・VIEW ALTTE（改札外） が設置されている。駅レンタカー業務も行っている。また管理駅として、内房線の長浦駅・袖ケ浦駅・巌根駅を管理している。久留里線の線内各駅はSuicaに対応していないが、「休日おでかけパス」は全線が利用可能エリアに含まれる。ちなみにかつて発売されていた「ホリデー・パス」は内房線内のフリーエリアは当駅までであって、君津駅及び久留里線はエリア外だった。
2020年12月16日に、祇園保育園（中郷保育園より統合）で約40年間使用されたピアノが「駅ピアノ」として、駅構内に設置された。なお、このピアノはアーティストの増田セバスチャンの手によって、世界に一つだけのアートピアノ「Microcosmos‐Thank You All‐」として生まれ変わるものである。
発車メロディは2004年（平成16年）10月16日から木更津市職員が編曲した「証城寺の狸囃子」が使用されている。なお、4番線発車メロディについてはワンマン化後も駅員操作で流されていたが、現在は定期列車では流れない。

### のりば
| 番線 | 路線      | 方向 | 行先                     | 備考            |
| ---- | --------- | ---- | ------------------------ | --------------- |
| 1・2 | ■内房線   | 上り | 千葉・東京方面           |                 |
| 3    | ■内房線   | 下り | 館山・千倉・安房鴨川方面 | 一部列車は2番線 |
| 4    | ■久留里線 | -    | 久留里・上総亀山方面     |                 |

（出典：JR東日本:駅構内図）
- 2番線は当駅始発列車および一部列車が使用する。
- 館山方面からの折返し列車は、2番線到着と3番線に逆方向進入での到着の2パターンがある。
- ワンマン運転対応のE131系は、幕張車両センター - 当駅間を回送で返却または送り込みをする。(※一部209系2100番台が充当される。)

| 運転番線 | 営業番線 | ホーム     | 館山方面着発 | 千葉方面着発 | 久留里方面着発 | 君津方引上げ線着発 | 備考                     |
| -------- | -------- | ---------- | ------------ | ------------ | -------------- | ------------------ | ------------------------ |
| 上本     | 1        | 15両分     | 到着可       | 出発可       | 不可           | 出区可             | 内房線上り主本線         |
| 中1      | 2        | 15両分     | 到着・出発可 | 到着・出発可 | 不可           | 入出区可           |                          |
| 中2      |          | ホームなし | 到着・出発可 | 到着可       | 不可           | 入出区可           |                          |
| 下本     | 3        | 15両分     | 到着・出発可 | 到着・出発可 | 不可           | 入区可             | 内房線下り主本線         |
| 久本     | 4        | 5両分      | 出発可       | 到着・出発可 | 到着・出発可   | 到着・出発可       | 久留里線主本線、架線なし |
| 久1      |          | ホームなし | 不可         | 不可         | 到着・出発可   | 不可               | 架線なし                 |

- 主本線を走行する場合は通過が可能。ただし久留里方面は不可。
- 電留線4本（電留1番 - 電留4番）、気留線3本（気留2番 - 気留4番）のほか、洗浄線1本、君津寄りに引上げ線1本、久留里寄りに引上げ線2本がある。
- 夜間、1番線、3番線や中2番線、電留線に内房線列車（特急、京葉線直通各1本含む）計7本が留置される。
- 久留里線車両の当駅（派出構内）での滞泊は予備車1両のみで、その他の運用車は久留里駅と上総亀山駅に滞泊する。
- 電車の入出区は、ホーム - 君津寄りの引上げ線 - 山側（久留里寄り）の引上げ線 - 電留線と、2回スイッチバックする必要がある。
- 気動車の入出区は、ホーム - 久留里線の本線上 - 気留線（または電留線）と、1回のスイッチバックで行うことが可能。ただし係員による誘導が必要。

（出典：今尾恵介『JR東日本全線【決定版】鉄道地図帳vol.4 水戸・千葉支社管内編』学研プラス、2010年3月19日。ISBN 978-4056057652。）

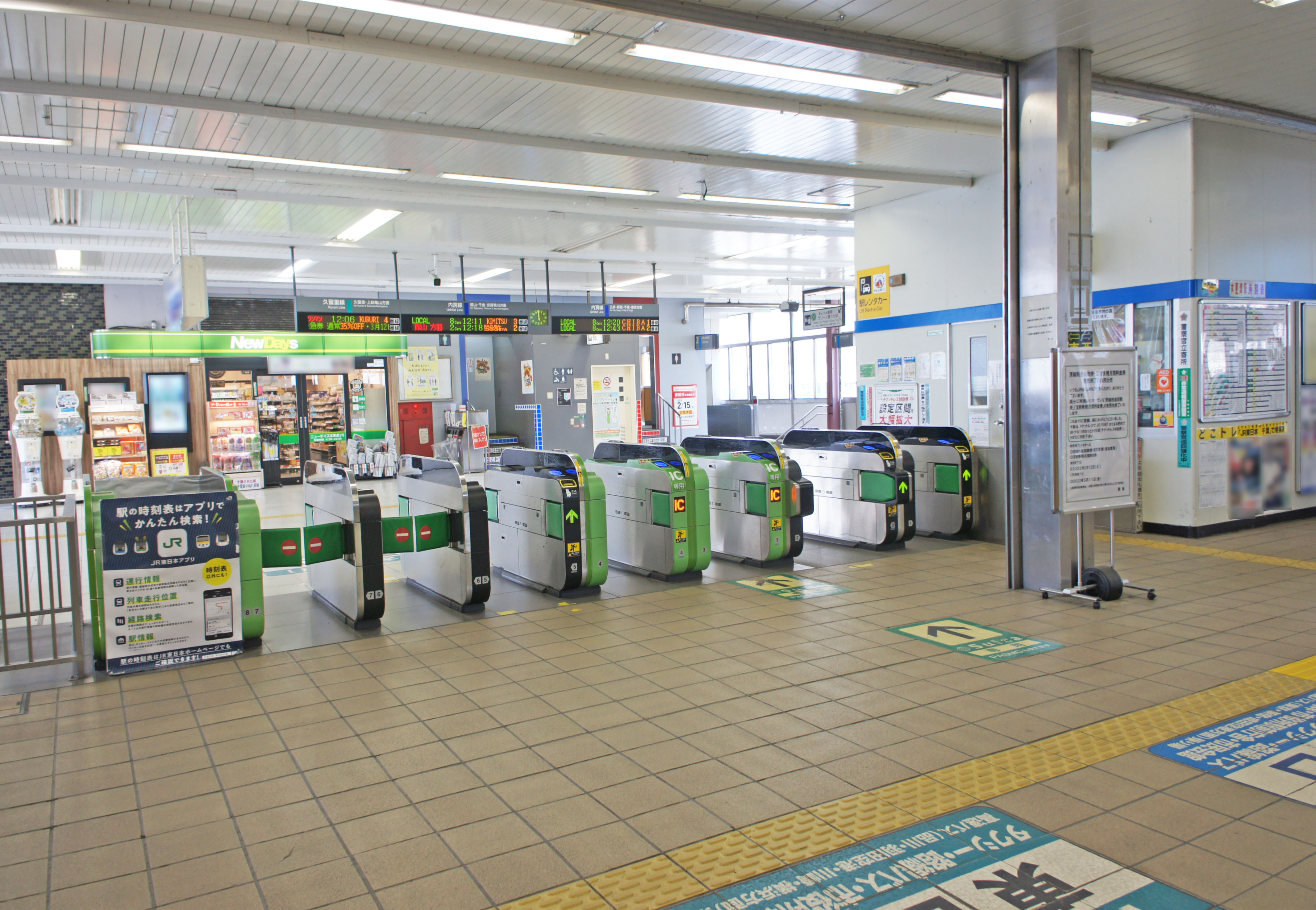
改札口（2022年1月）
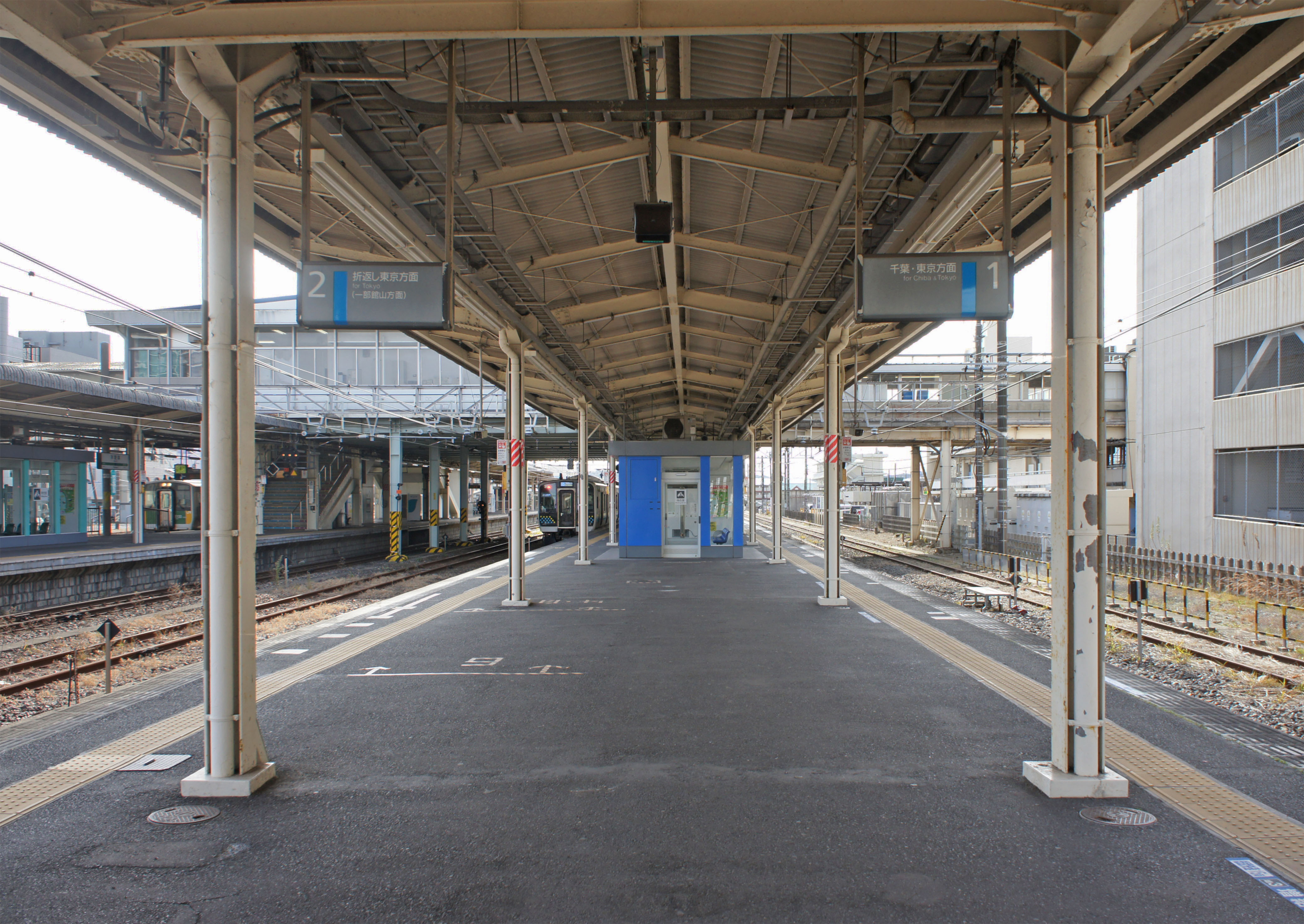
1・2番線ホーム（2022年1月）
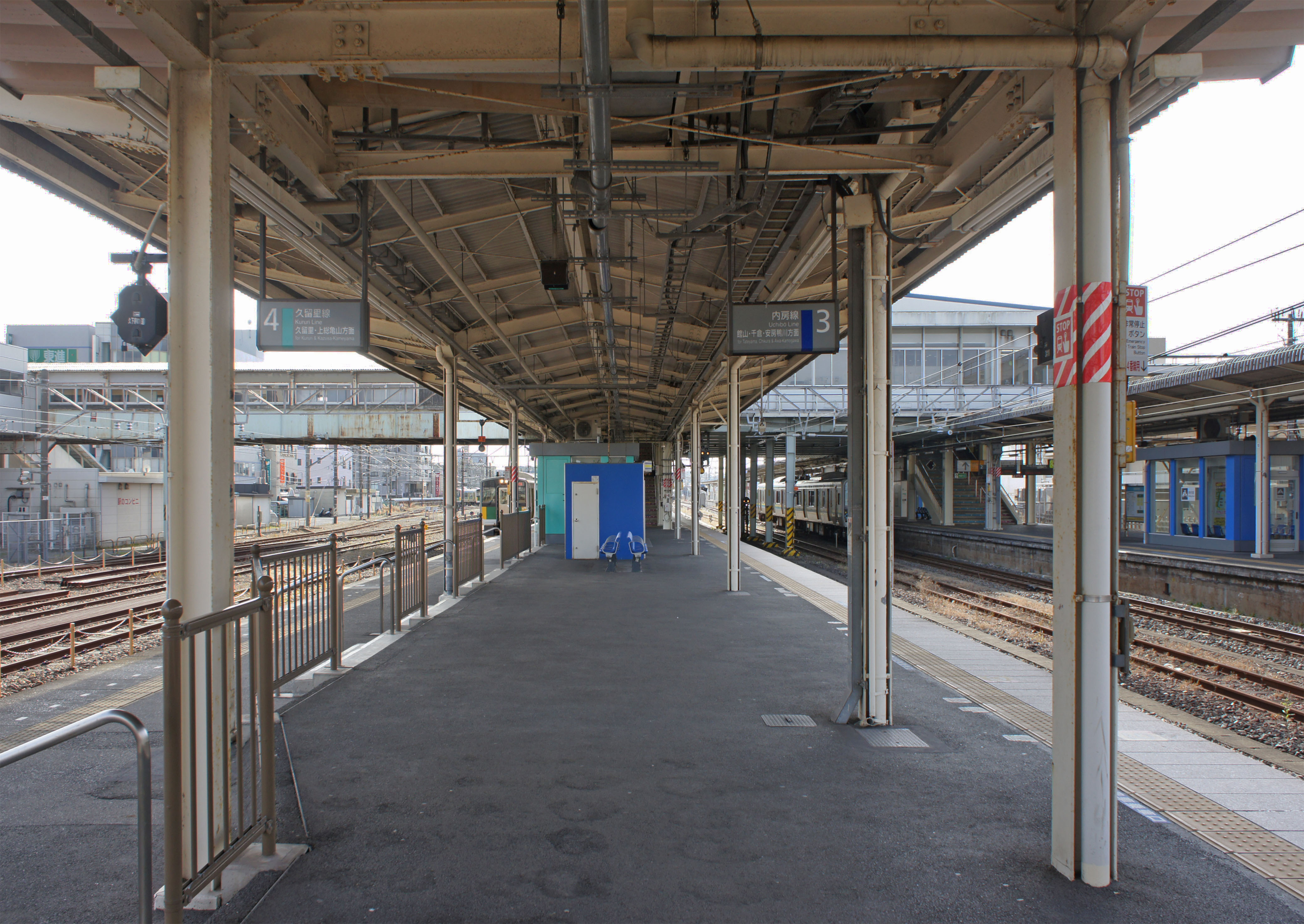
3・4番線ホーム（2022年1月）

## 駅弁
かつては万葉軒が駅弁を販売していたが、2017年3月31日をもって閉店した。主な商品として以下のものがあった。
- 千葉寿司街道 さんま
- 元気豚 佐倉味噌漬け弁当
- 漁り弁当

万葉軒が進出する以前は吟米亭浜屋が駅弁を販売しており、1962年に発売開始された「バーベキュー弁当」が有名であった。吟米亭浜屋は駅弁撤退後も駅西口の店舗でバーベキュー弁当などを販売していたが現在は閉店している（木更津市内の別の店舗での弁当販売は継続）。

## 利用状況
2023年度（令和5年度）の1日平均乗車人員は12,590人である。内房線内の途中駅では五井駅に次いで2番目に多い。
JR東日本および千葉県統計年鑑によると、1990年度（平成2年度）以降の1日平均乗車人員の推移は下記の通り。
| 年度               | 1日平均 乗車人員 | 出典     |
| ------------------ | ---------------- | -------- |
| 1990年（平成02年） | 22,152           | [ * 1 ]  |
| 1991年（平成03年） | 22,719           | [ * 2 ]  |
| 1992年（平成04年） | 22,604           | [ * 3 ]  |
| 1993年（平成05年） | 22,077           | [ * 4 ]  |
| 1994年（平成06年） | 21,411           | [ * 5 ]  |
| 1995年（平成07年） | 20,912           | [ * 6 ]  |
| 1996年（平成08年） | 20,127           | [ * 7 ]  |
| 1997年（平成09年） | 19,248           | [ * 8 ]  |
| 1998年（平成10年） | 18,634           | [ * 9 ]  |
| 1999年（平成11年） | 17,947           | [ * 10 ] |
| 2000年（平成12年） | 17,077           | [ * 11 ] |
| 2001年（平成13年） | 16,492           | [ * 12 ] |
| 2002年（平成14年） | 15,888           | [ * 13 ] |
| 2003年（平成15年） | 15,205           | [ * 14 ] |
| 2004年（平成16年） | 14,839           | [ * 15 ] |
| 2005年（平成17年） | 14,551           | [ * 16 ] |
| 2006年（平成18年） | 14,511           | [ * 17 ] |
| 2007年（平成19年） | 14,336           | [ * 18 ] |
| 2008年（平成20年） | 14,255           | [ * 19 ] |
| 2009年（平成21年） | 13,866           | [ * 20 ] |
| 2010年（平成22年） | 13,474           | [ * 21 ] |
| 2011年（平成23年） | 13,274           | [ * 22 ] |
| 2012年（平成24年） | 13,600           | [ * 23 ] |
| 2013年（平成25年） | 13,878           | [ * 24 ] |
| 2014年（平成26年） | 13,801           | [ * 25 ] |
| 2015年（平成27年） | 13,973           | [ * 26 ] |
| 2016年（平成28年） | 13,896           | [ * 27 ] |
| 2017年（平成29年） | 13,752           | [ * 28 ] |
| 2018年（平成30年） | 13,846           | [ * 29 ] |
| 2019年（令和元年） | 13,529           | [ * 30 ] |
| 2020年（令和02年） | 10,080           |          |
| 2021年（令和03年） | 11,350           |          |
| 2022年（令和04年） | 12,061           |          |
| 2023年（令和05年） | 12,590           |          |

## 駅周辺
当駅最寄りの中学校・高等学校が多く、朝夕は多くの学生が利用する。スクールバスは、清和大学・木更津総合高等学校（学校法人君津学園）、暁星国際中学校・高等学校（学校法人暁星国際学園）、拓殖大学紅陵高等学校・志学館中等部・高等部 (千葉県)（学校法人紅陵学院）がそれぞれ東口に設けられた専用のバスターミナル（暁星国際中学校・高等学校は路上）から運行されている。

### 周辺の道路
- 国道16号
- 千葉県道23号木更津末吉線
- 千葉県道87号袖ケ浦中島木更津線
- 千葉県道90号木更津富津線
- 千葉県道222号木更津停車場線
- 千葉県道245号木更津港線

### 太田山口（東口）
- 太田山公園
  - きみさらずタワー
- 金鈴塚古墳
- 木更津警察署木更津駅前交番
- 千葉地方法務局木更津支局
- 木更津市立図書館
- 千葉県立木更津高等学校
- 千葉県立木更津東高等学校
- 木更津市立第二小学校
- 木更津市立第二中学校
- 木更津大和町郵便局
- 三井住友銀行木更津支店
- 千葉銀行木更津支店
- 京葉銀行木更津支店
- 千葉信用金庫木更津支店
- イオンタウン木更津朝日（木更津市役所朝日庁舎）
- 君津中央病院
- はぎわら病院
- 木更津ワシントンホテル
- グランパークホテル エクセル木更津
- ホテルルートイン木更津

### みなと口（西口）
- スパークルシティ木更津（旧・木更津そごう・アクア木更津）
  - 木更津市役所駅前庁舎
  - 木更津公共職業安定所（ハローワーク木更津）
  - かずさエフエム
- みまち通り
- 木更津郵便局
- 日東交通本社
- 日東交通木更津営業所（市民体育館裏手）
- 木更津富士屋季眺（閉館）
- 東京ベイプラザホテル（旧：ホテル観月）
- 木更津港
  - きさらづ海の駅
- 中の島公園（中の島大橋）
- 潮浜公園
- 木更津商工会館
- 木更津税務署
- 木更津法務総合庁舎
  - 千葉地方裁判所木更津支部
  - 千葉家庭裁判所木更津支部
  - 千葉地方検察庁木更津支部
  - 木更津簡易裁判所
  - 木更津区検察庁
- 木更津地方合同庁舎
  - 横浜税関木更津出張所
  - 木更津労働基準監督署
- 木更津市民会館（木更津市民体育館）
- 木更津市公設地方卸売市場
- 上総記念病院
- 石井病院
- 薬丸病院
- 木更津市立木更津第一中学校
- 木更津市立木更津第一小学校
- 木更津看護学院
- 千葉興業銀行木更津支店
- 千葉信用金庫中央支店
- 陸上自衛隊木更津駐屯地
- イオンモール木更津
- 寶珠院滿足山成就寺 – 法華宗単立（もと顕本法華宗中本寺、妙塔山妙滿寺末）[14]
- 護念山 證誠寺
- 八剱八幡神社

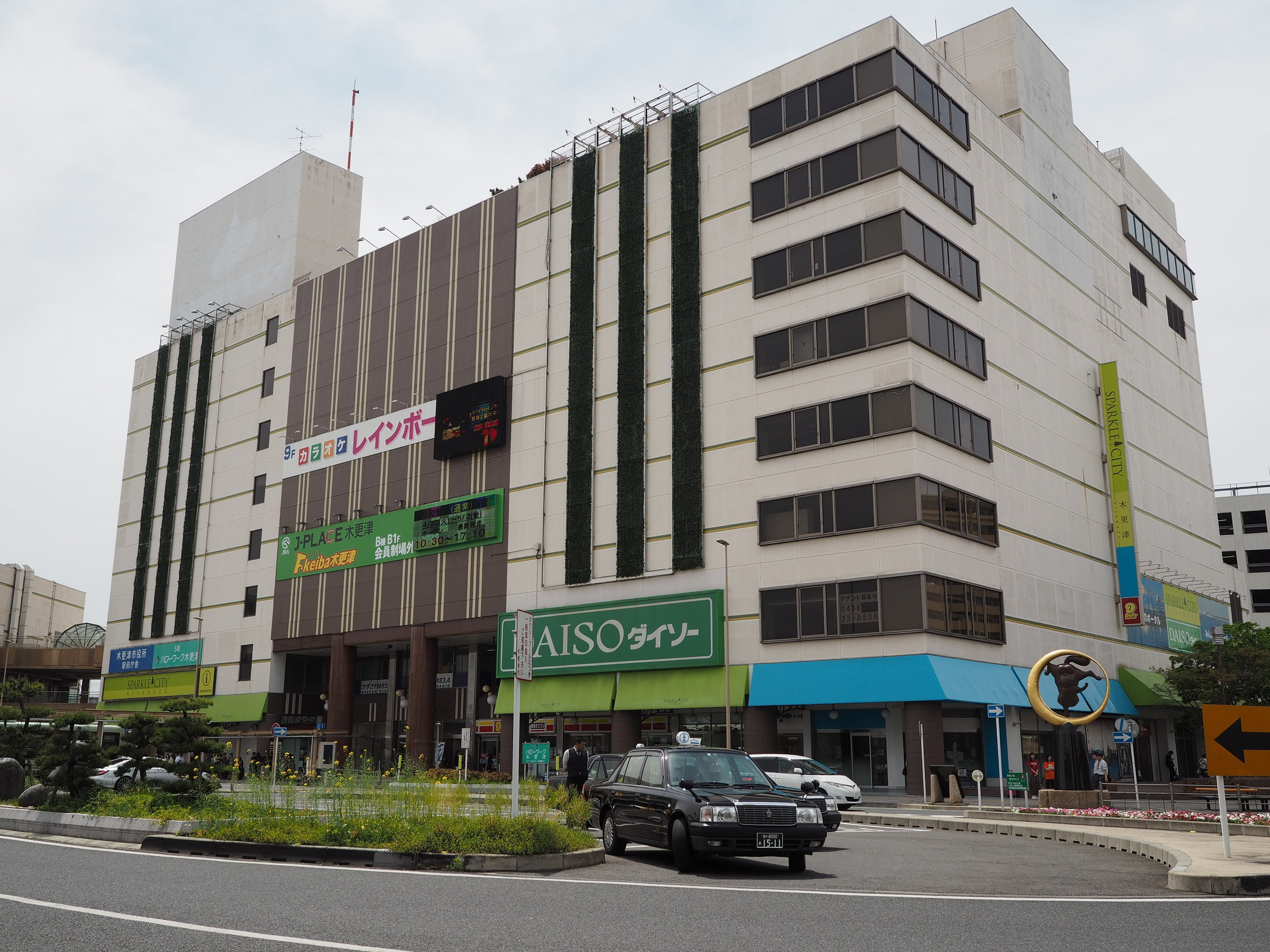
スパークルシティ木更津
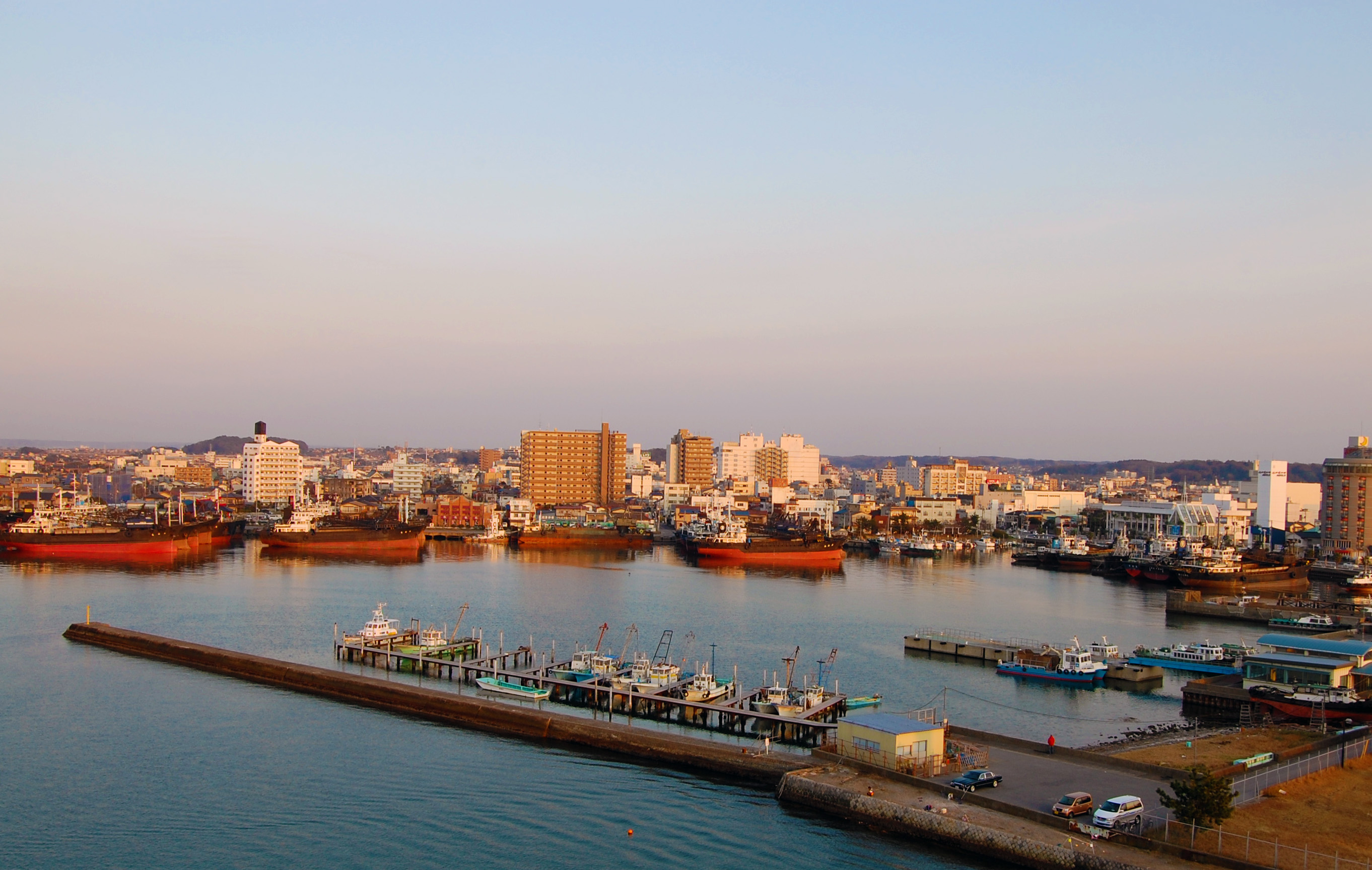
木更津港周辺
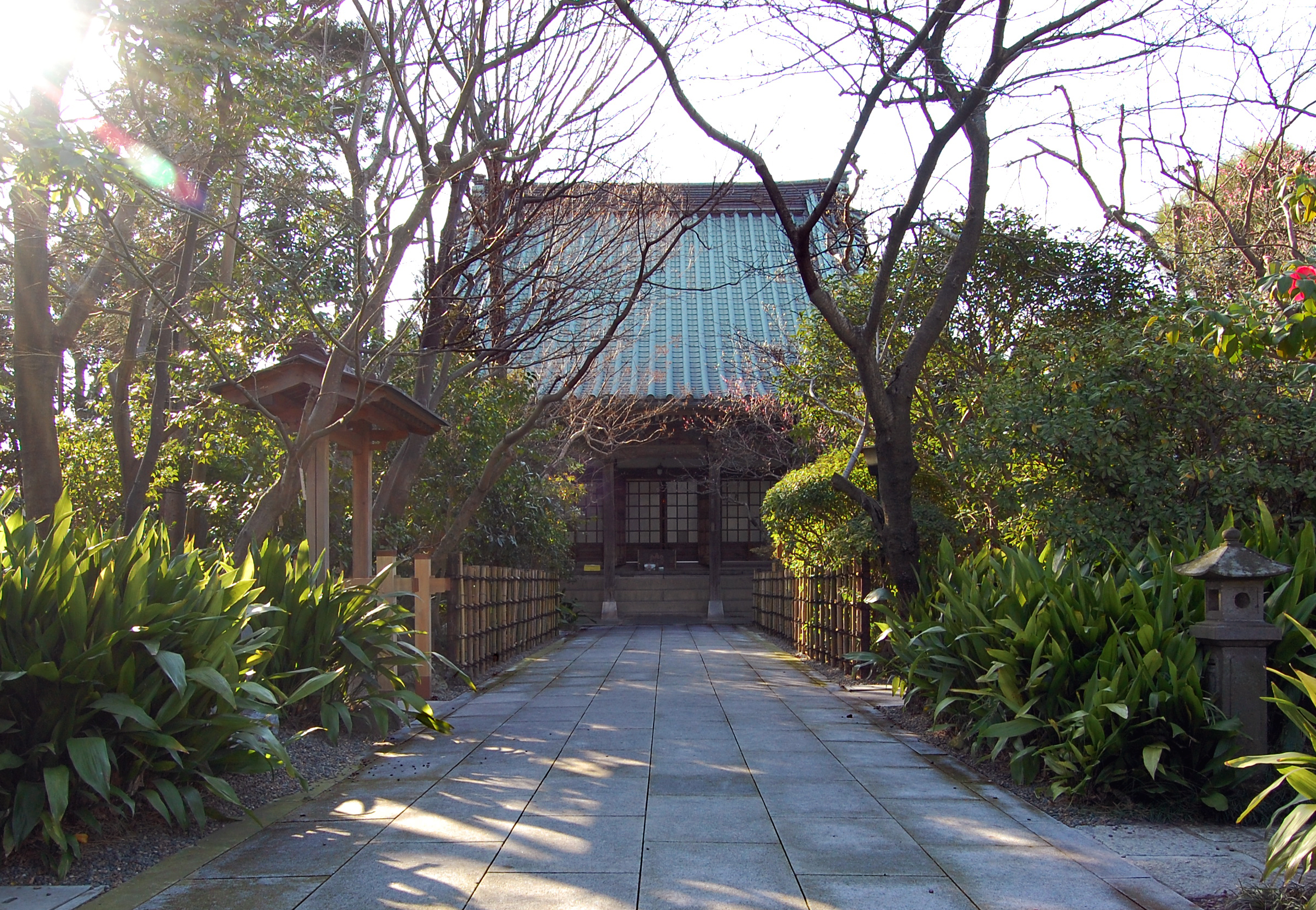
證誠寺

## バス路線
発着路線詳細については、運行各社のウェブサイトまたは 市内公共交通（木更津市公式サイト）などを参照。

### 東口発着
日東交通・小湊鉄道・京浜急行バス・川崎鶴見臨港バスによって運行されている。
1番のりば
- 八幡台ニュータウン・シーアイタウン行
- 八幡台循環A・B回り
- 真舟団地・君津中央病院行

2番のりば
- 太田循環A・B回り

3番のりば
- 東横田行
- 木更津スポーツヴィレッジ行

4番のりば
- 八幡台ニュータウン行

5番のりば
- 高倉アカデミア線：かずさ小糸南行（平日運行） / 草敷行（土休日運行）

6番のりば
- 太田・祇園小前経由 清見台団地行

7番のりば
- アクアライン高速バス：品川駅東口行 / 海ほたる・浮島バスターミナル・川崎駅東口行

8番のりば
- アクアライン高速バス：横浜駅東口行 / 羽田空港行

暁星国際学園スクールバス乗り場付近
- 無料シャトルバス：イオンタウン木更津朝日（市役所朝日庁舎）行

- この他、女子ゴルフの『アース・モンダミンカップ』開催時にはカメリアヒルズカントリークラブ（袖ケ浦市）への無料送迎バスが運行される。

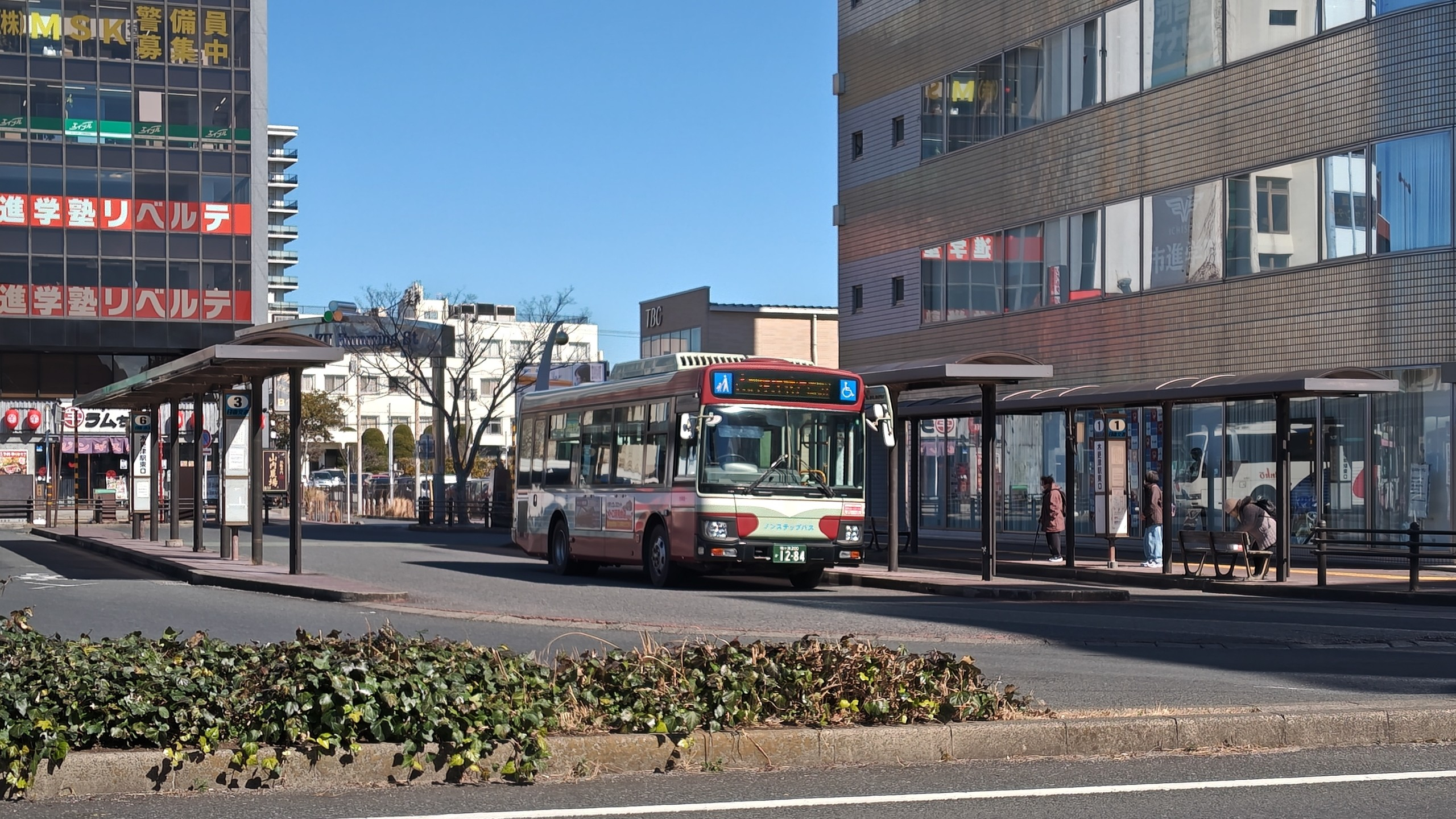
八幡台NT・かずさアカデミアパーク方面行き用（1番 - 6番乗り場）
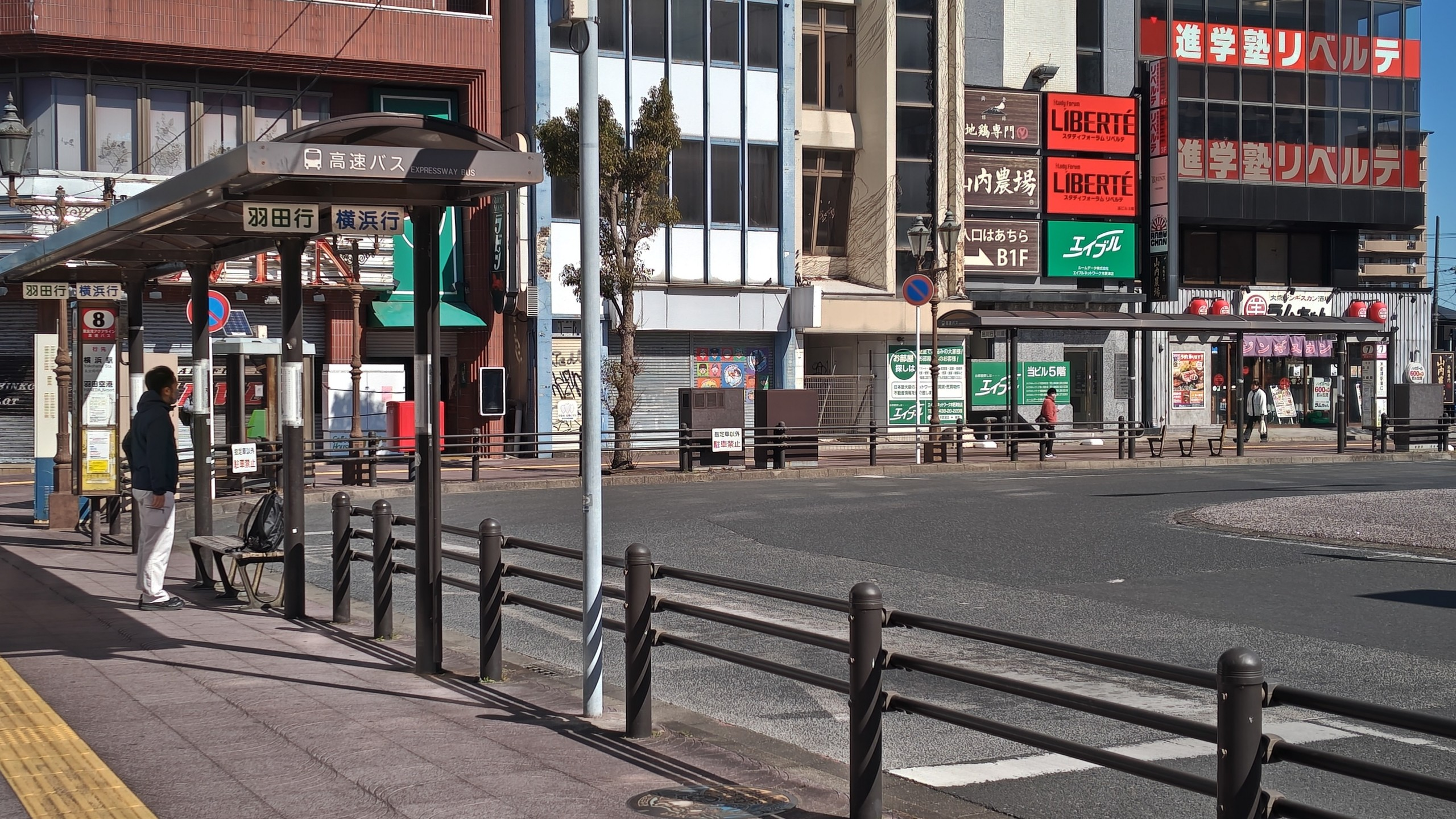
手前は川崎・横浜・羽田空港方面（8番乗り場）、奥は品川駅行き高速バス用（7番乗り場）
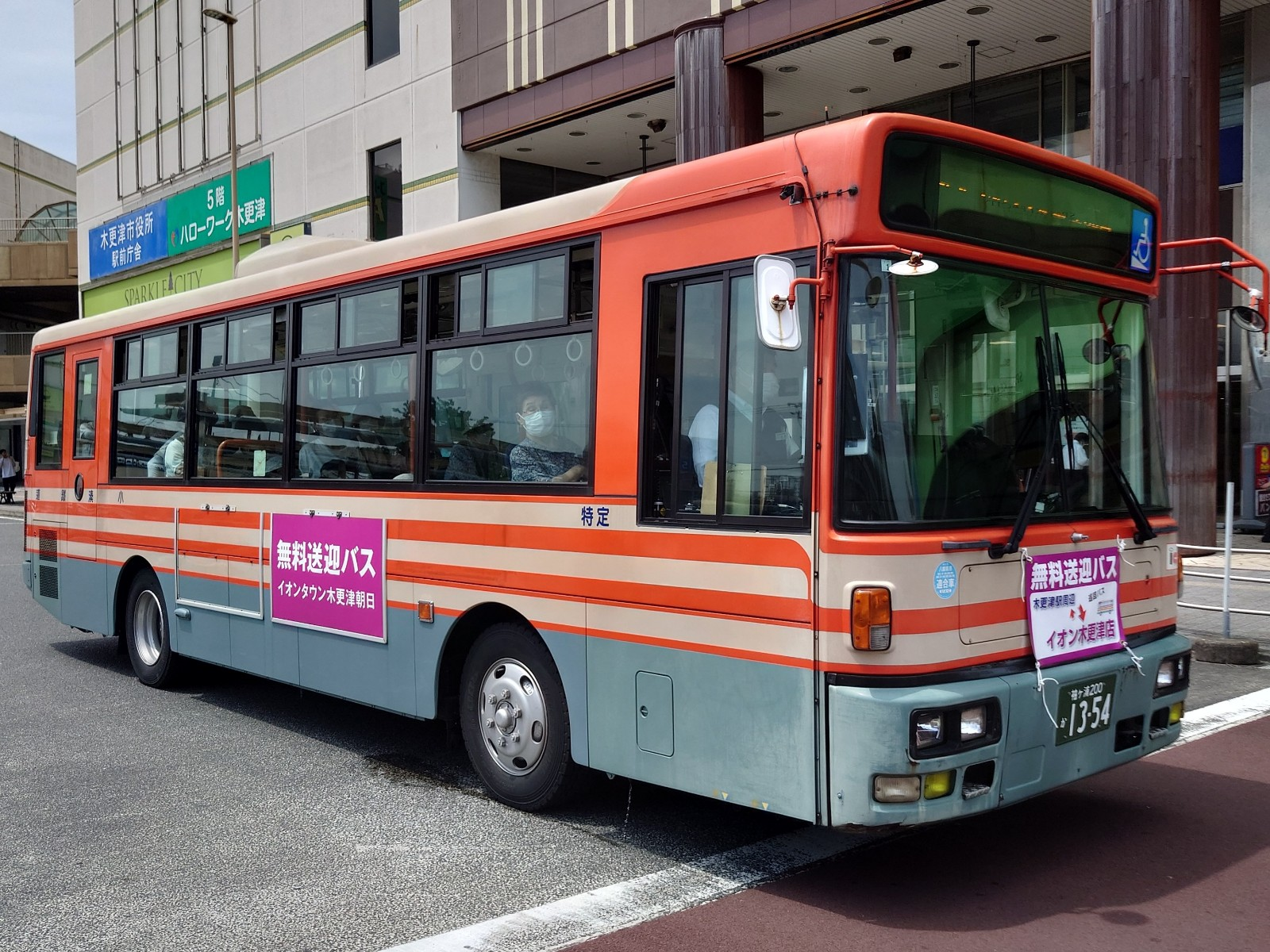
イオンタウン木更津朝日（市役所朝日庁舎）への無料送迎バス

### 西口発着
日東交通・小湊鉄道・京成バス・小田急ハイウェイバス・東急トランセ・大新東によって運行されている。
2013年8月12日に、バスロータリーの改修工事に伴い一部路線の乗り場が変更、さらに同年11月には電子看板（デジタルサイネージ）方式を採用した公共案内看板が設置され、同年12月に整備が完了した。
1番のりば
- 高速バス：バスターミナル東京八重洲・東雲車庫行

2番のりば
- 市役所朝日庁舎・高専前経由 清見台団地行
- 三井アウトレットパーク行
- アウトレット木更津経由袖ケ浦駅行
- 高速バス：京都・大阪・USJ行

3番のりば
- イオンモール木更津行
- イオンモール木更津経由 君津製鐵所行
- ソニー前行
- イオンモール木更津回り 君津駅南口行
- 亀田病院行

4番のりば
- 高速バス「アクアライナー」：バスタ新宿（新宿駅）・新宿駅西口行
- 高速バス：渋谷駅（マークシティ）行
- 無料シャトルバス：イオンタウン木更津朝日行

5番のりば
- 小糸中島行

6番のりば
- 君津中央病院回り君津駅南口行
- 巌根駅行

7番のりば
- 富津公園行

- この他、龍宮城スパ・ホテル三日月への無料送迎バスが運営会社により運行され、ロータリー外にあるバス乗り場を発着する。なお、「海ほたる」と書かれたマイクロバス（東京湾横断道路サービスによる運行）は海ほたるPA従業員送迎用であり、路線バスではない。

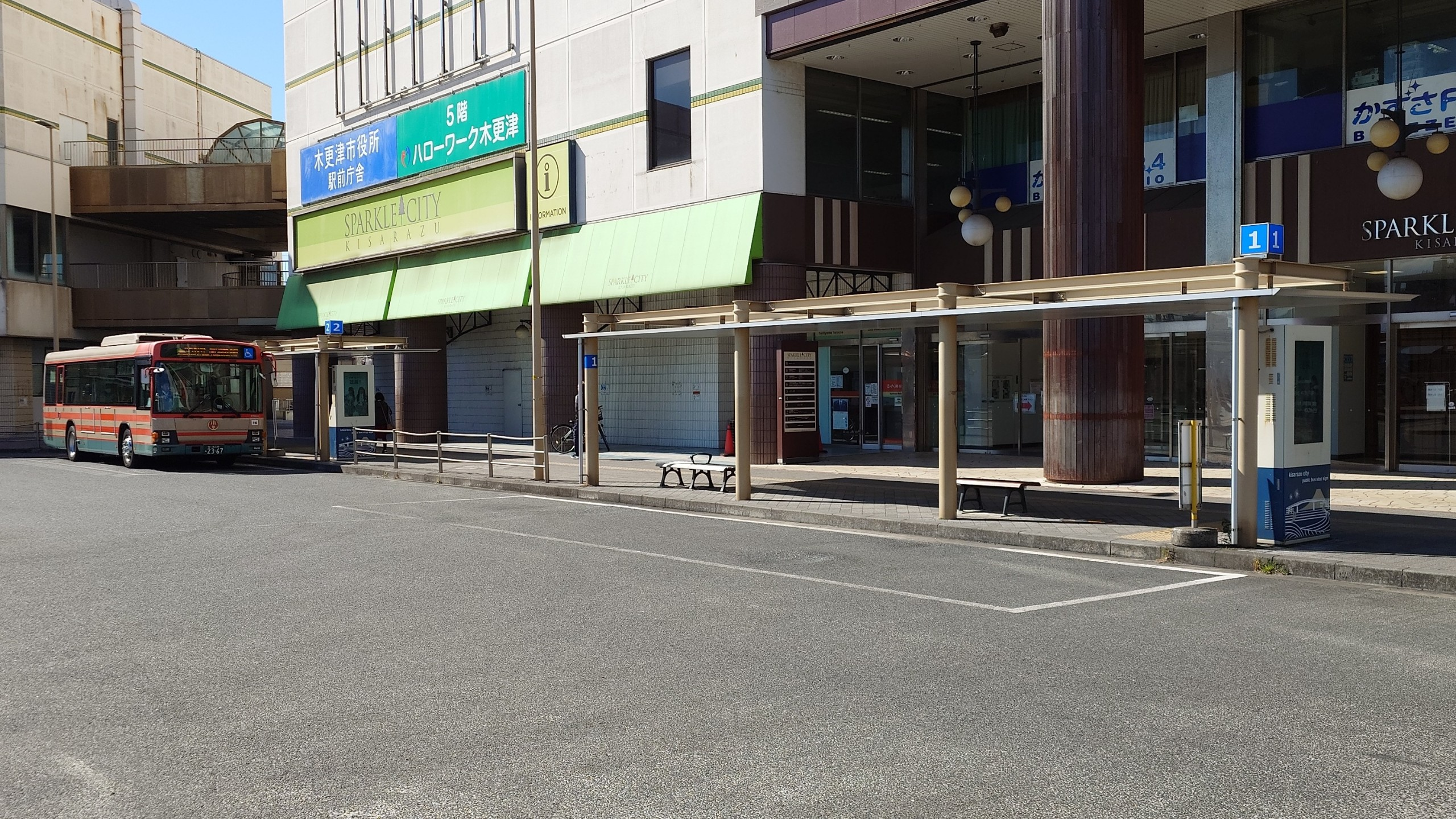
手前が東京行き高速バス（1番乗り場）、奥がアウトレット木更津、清見台団地行き（2番乗り場）
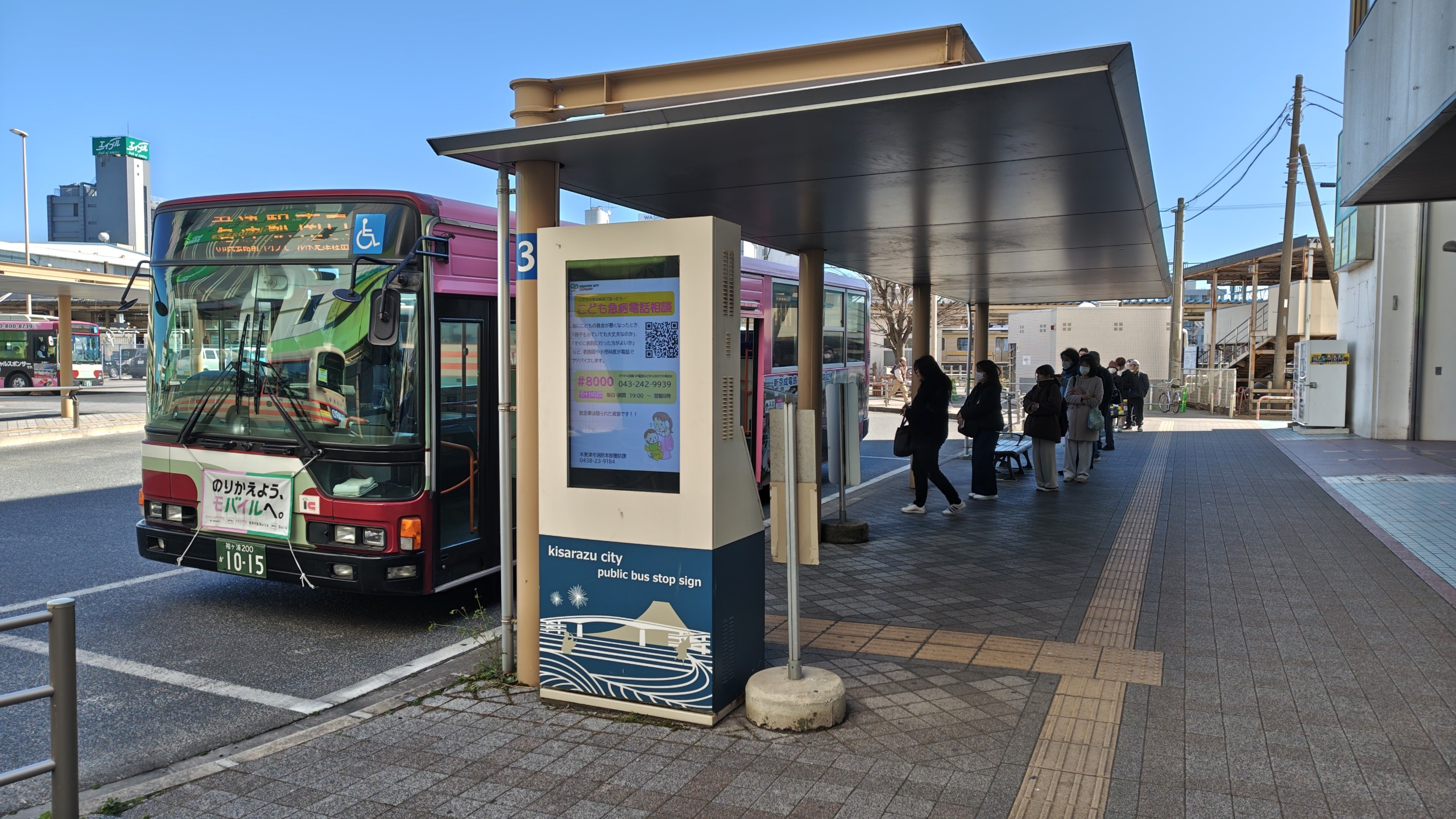
イオンモール木更津を経由するバス用（3番乗り場）
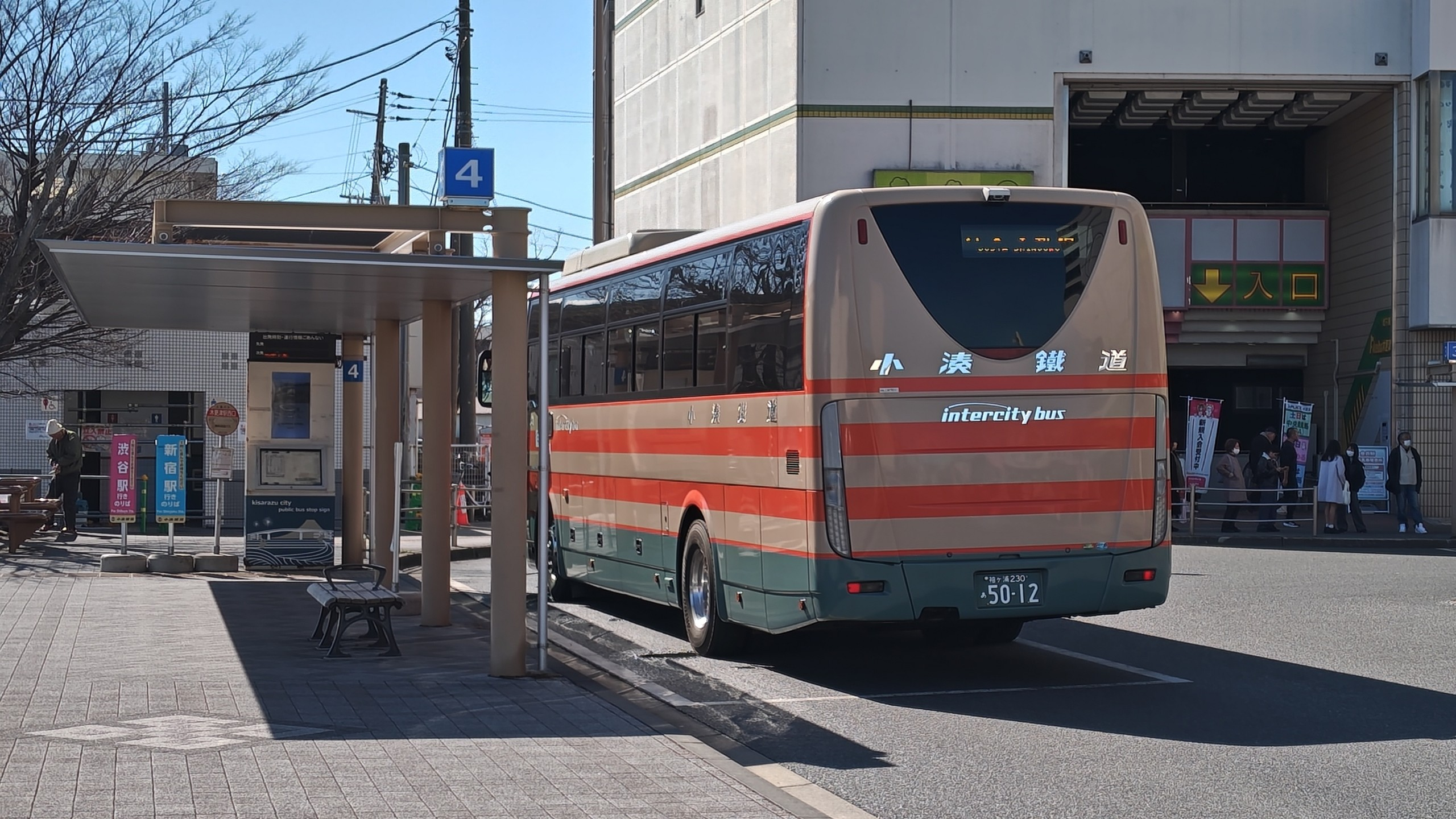
新宿・渋谷行き高速バス用（4番乗り場）
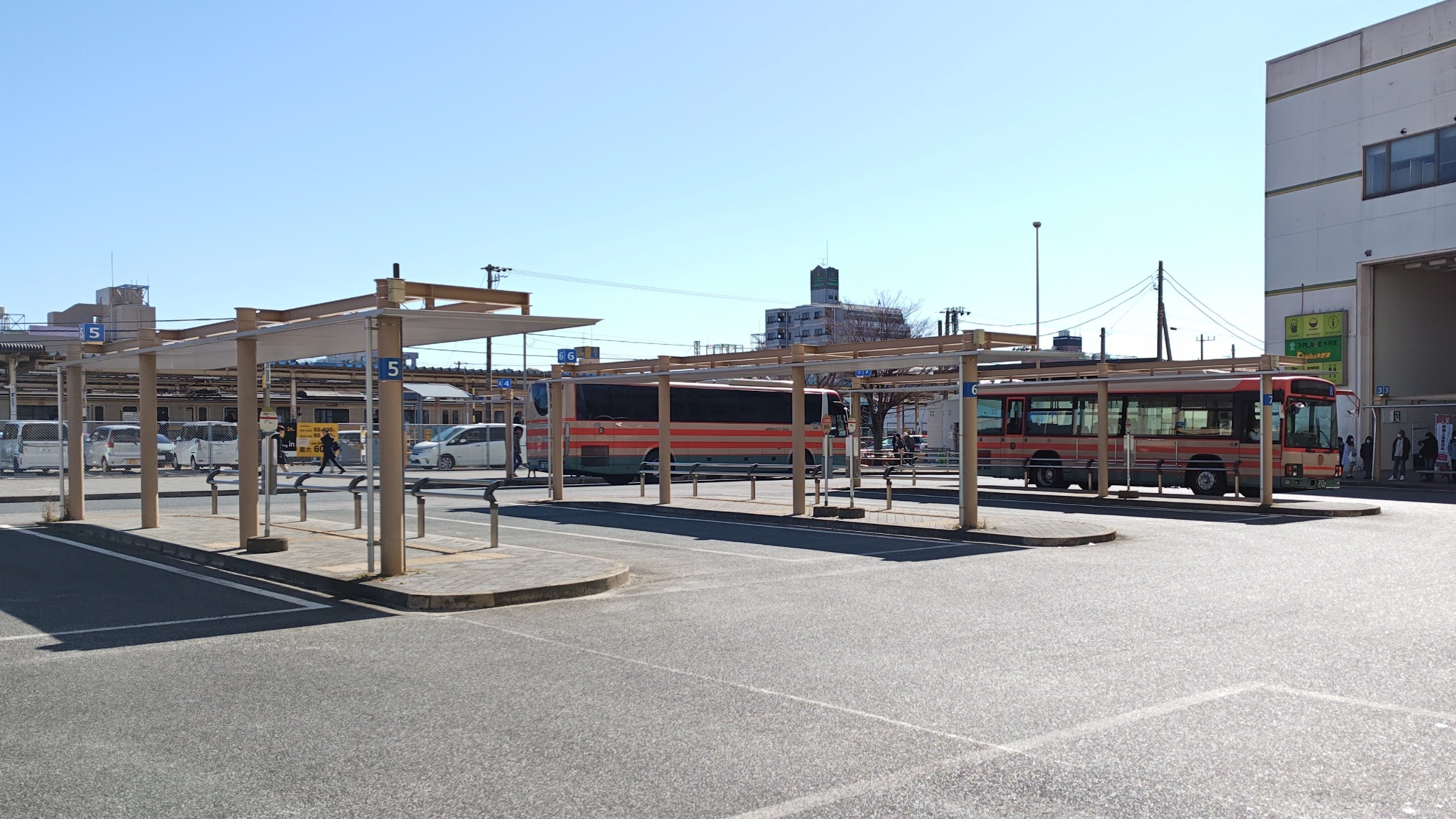
君津・富津方面用乗り場（5番 - 7番乗り場）

## 隣の駅
東日本旅客鉄道（JR東日本）
■内房線
- 特急「さざなみ」停車駅

■快速（総武線経由）
袖ケ浦駅 - 木更津駅 - 君津駅
■快速（京葉線経由）・■普通（各駅停車）
巌根駅 - 木更津駅 - 君津駅
■久留里線
木更津駅 - 祇園駅

### 記事本文

##### 広報資料・プレスリリースなど一次資料
1. ↑  “Suicaご利用可能エリアマップ（2001年11月18日当初）” (PDF).   東日本旅客鉄道. 2019年7月27日時点のオリジナルよりアーカイブ。2020年4月30日閲覧。

### 利用状況
1. ↑  千葉県統計年鑑 - 千葉県
2. ↑  木更津市統計書 - 木更津市

JR東日本の2000年度以降の乗車人員
1. 1 2  各駅の乗車人員（2023年度） - JR東日本
2. ↑  各駅の乗車人員（2000年度） - JR東日本
3. ↑  各駅の乗車人員（2001年度） - JR東日本
4. ↑  各駅の乗車人員（2002年度） - JR東日本
5. ↑  各駅の乗車人員（2003年度） - JR東日本
6. ↑  各駅の乗車人員（2004年度） - JR東日本
7. ↑  各駅の乗車人員（2005年度） - JR東日本
8. ↑  各駅の乗車人員（2006年度） - JR東日本
9. ↑  各駅の乗車人員（2007年度） - JR東日本
10. ↑  各駅の乗車人員（2008年度） - JR東日本
11. ↑  各駅の乗車人員（2009年度） - JR東日本
12. ↑  各駅の乗車人員（2010年度） - JR東日本
13. ↑  各駅の乗車人員（2011年度） - JR東日本
14. ↑  各駅の乗車人員（2012年度） - JR東日本
15. ↑  各駅の乗車人員（2013年度） - JR東日本
16. ↑  各駅の乗車人員（2014年度） - JR東日本
17. ↑  各駅の乗車人員（2015年度） - JR東日本
18. ↑  各駅の乗車人員（2016年度） - JR東日本
19. ↑  各駅の乗車人員（2017年度） - JR東日本
20. ↑  各駅の乗車人員（2018年度） - JR東日本
21. ↑  各駅の乗車人員（2019年度） - JR東日本
22. ↑  各駅の乗車人員（2020年度） - JR東日本
23. ↑  各駅の乗車人員（2021年度） - JR東日本
24. ↑  各駅の乗車人員（2022年度） - JR東日本

千葉県統計年鑑
1. ↑  千葉県統計年鑑（平成3年）
2. ↑  千葉県統計年鑑（平成4年）
3. ↑  千葉県統計年鑑（平成5年）
4. ↑  千葉県統計年鑑（平成6年）
5. ↑  千葉県統計年鑑（平成7年）
6. ↑  千葉県統計年鑑（平成8年）
7. ↑  千葉県統計年鑑（平成9年）
8. ↑  千葉県統計年鑑（平成10年）
9. ↑  千葉県統計年鑑（平成11年）
10. ↑  千葉県統計年鑑（平成12年）
11. ↑  千葉県統計年鑑（平成13年）
12. ↑  千葉県統計年鑑（平成14年）
13. ↑  千葉県統計年鑑（平成15年）
14. ↑  千葉県統計年鑑（平成16年）
15. ↑  千葉県統計年鑑（平成17年）
16. ↑  千葉県統計年鑑（平成18年）
17. ↑  千葉県統計年鑑（平成19年）
18. ↑  千葉県統計年鑑（平成20年）
19. ↑  千葉県統計年鑑（平成21年）
20. ↑  千葉県統計年鑑（平成22年）
21. ↑  千葉県統計年鑑（平成23年）
22. ↑  千葉県統計年鑑（平成24年）
23. ↑  千葉県統計年鑑（平成25年）
24. ↑  千葉県統計年鑑（平成26年）
25. ↑  千葉県統計年鑑（平成27年）
26. ↑  千葉県統計年鑑（平成28年）
27. ↑  千葉県統計年鑑（平成29年）
28. ↑  千葉県統計年鑑（平成30年）
29. ↑  千葉県統計年鑑（令和元年）
30. ↑  千葉県統計年鑑（令和2年）